# 勒皮 (杜省)
勒皮（法語：Le Puy，法語發音：[lə pɥi]）是法国杜省的一个市镇，属于贝桑松区。

## 地理
勒皮（47°20'43"N, 6°13'41"E）面积3.42 平方千米，位于法国勃艮第-弗朗什-孔泰大區杜省，该省份为法国东部内陆省份，北起上索恩省，西接汝拉省，东部及东南部与瑞士接壤，东北部与贝尔福地区省接壤。
与勒皮接壤的市镇（或旧市镇、城区）包括：维莱格雷洛、莱库沃特、普利涅-吕桑、圣伊莱尔、瓦勒德鲁朗、韦南。

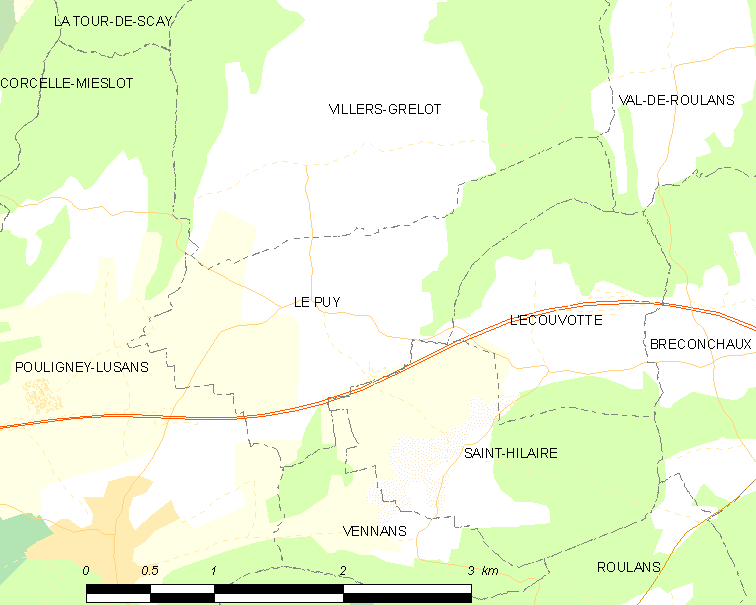
的OSM定位图

勒皮的时区为UTC+01:00、UTC+02:00（夏令时）。

## 行政
勒皮的邮政编码为25640，INSEE市镇编码为25474。

## 政治
勒皮所属的省级选区为博姆莱达姆县。

## 人口

1962-2008年间人口变化图示

勒皮于2022年1月1日时的人口数量为105人。